# Colorados generalförsamling
Colorados generalförsamling (engelska: Colorado General Assembly) är den lagstiftande församlingen i den amerikanska delstaten Colorado. Likt USA:s kongress består generalförsamlingen av två kammare: senaten och representanthuset.

## Senaten
Colorados senat (engelska: Colorado Senate) består av 35 senator som är väljs i majoritetsval i 35 valdistrikt. Mandatperioden är fyra år.

## Representanthuset
Colorados representanthus (engelska: Colorado House of Representatives) består av 65 ledamöter som väljs i majoritetsval i 65 valdistrikt. Mandatperioden är två år.

## Bildgalleri

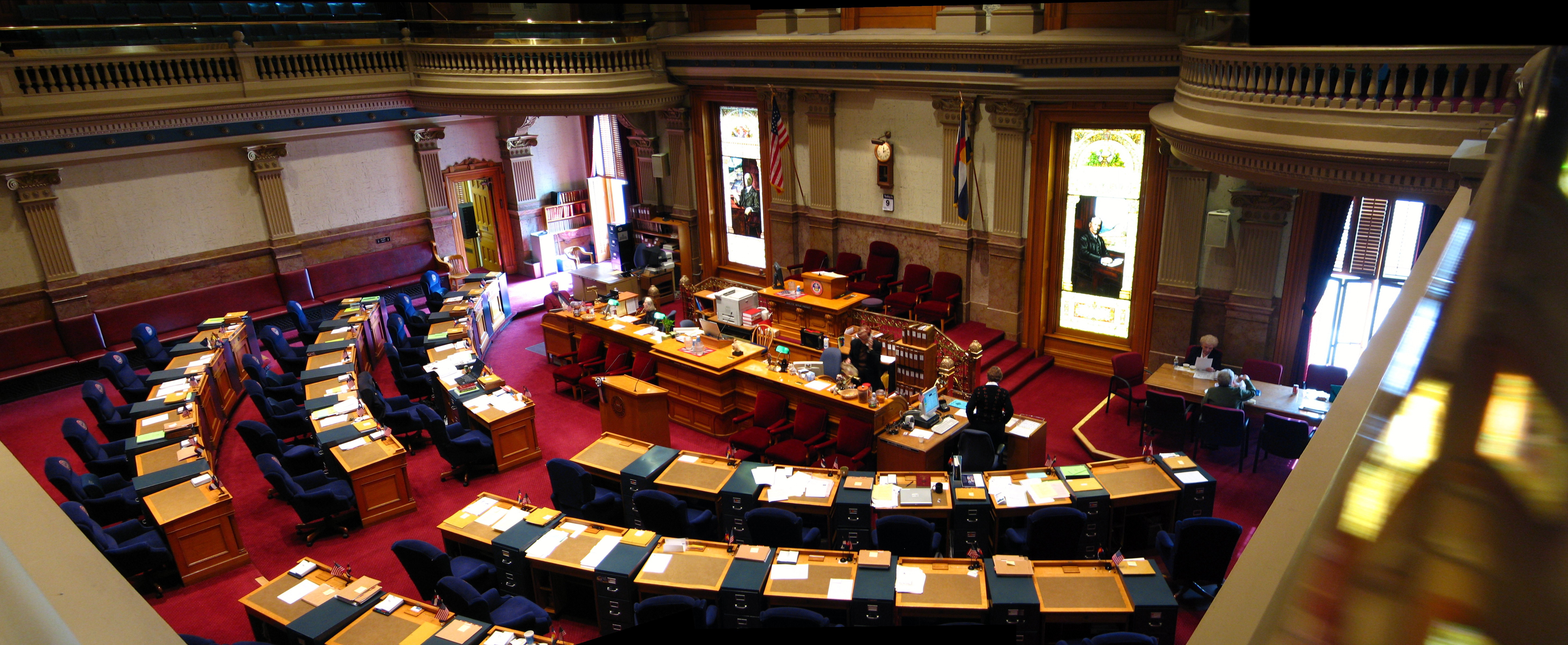
Senatens kammare
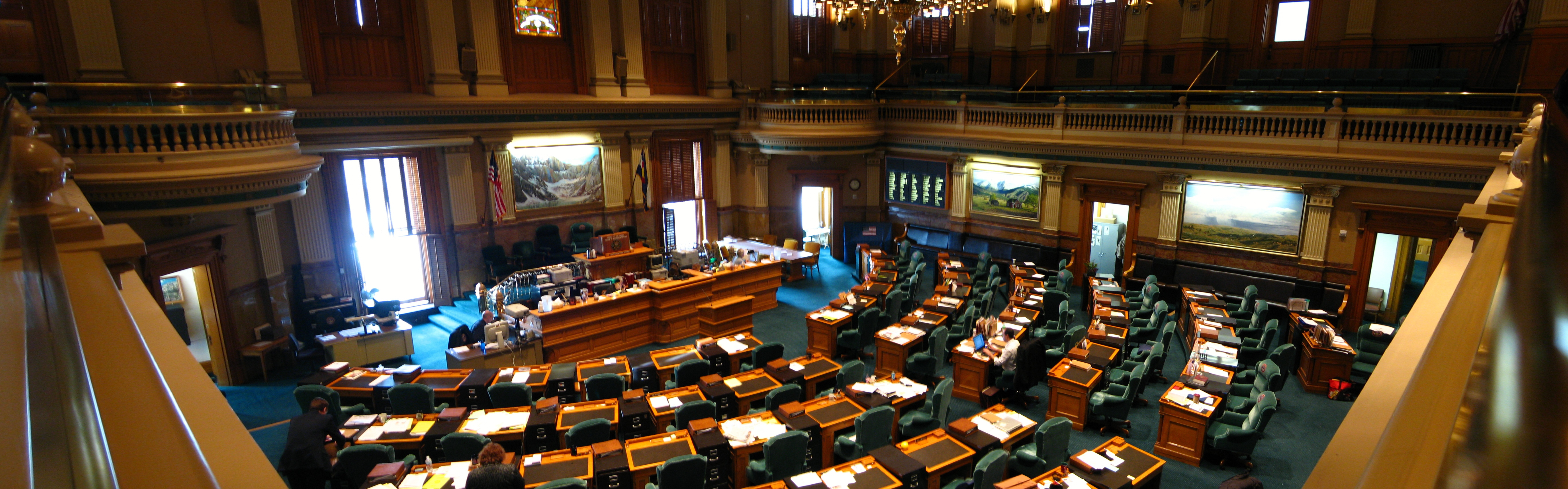
Representanthusets kammare